# Cuisitherium lydekkeri
Il cuisiterio (Cuisitherium lydekkeri) è un mammifero artiodattilo estinto, appartenente ai cheropotamidi. Visse nell'Eocene inferiore e i suoi resti fossili sono stati ritrovati in Europa.

## Descrizione
Questo animale, della taglia di una lepre, doveva possedere un corpo leggero e snello, con zampe piuttosto allungate. Era caratterizzato da una dentatura completa, con premolari superiori semplici e corti. Il secondo premolare superiore era stretto e dotato di una bozza di tallone postero-interno, come anche il terzo premolare superiore. Il quarto, invece, era di forma triangolare e con un protocono carenato nella parte anteriore e di due abbozzi di pieghe stilari. I molari superiore erano quasi rettangolari, più larghi che lunghi, dal margine linguale leggermente concavo. I primi due molari superiori erano dotati di metaconuli ben sviluppati, ma non tanto quanto i protoconi. Il terzo molare superiore era dotato di lobo posteriore ridotto. Diversamente da altri cheropotamidi successivi, i molari superiori di Cuisitherium erano privi di mesostilo.
I molari inferiori erano dotati di un talonide alto e grande quanto il trigonide, mentre il paraconide era ridotto e attaccato al metaconide. L'entoconide era ben sviluppato e arrotondato. Il postipocristide era pronunciato; sul terzo molare inferiore l'ipoconulide formava un terzo lobo esteso ma stretto.

## Classificazione
Cuisitherium è un rappresentante arcaico dei cheropotamidi, un gruppo di artiodattili di piccole o medie dimensioni, tipici dell'Eocene europeo. È probabile che un suo stretto parente fosse Lophiobunodon. Inizialmente ascritto ai dacriteriidi e ai dicobunidi, solo nel 2000 questo genere è stato riconosciuto un membro dei cheropotamidi.
Inizialmente la specie Cuisitherium lydekkeri venne descritta da Victor Lemoine nel 1891 con il nome di Protodichobune lydekkeri, sulla base di resti fossili ritrovati nella "formazione delle sabbie a Unio e teredini" nei dintorni di Reims, in Francia. Nel 1983, nuovi studi portarono a riconoscere la specie P. lydekkeri come un rappresentante di un nuovo genere, denominato Cuisitherium. Altri fossili attribuiti a questa specie sono stati in seguito rinvenuti in altri giacimenti francesi dell'Eocene inferiore, come Monthelon, Grauves, Mancy, Cuis, Saint-Agnan, Mas de Gimel et Naples, e nel giacimento spagnolo di Ulldemolins.